# 文林 (成化進士)
文林（1445年—1499年），字宗儒，南直隸蘇州府長洲縣民籍，湖廣衡州府衡山縣人，明朝政治人物。

## 生平
成化四年（1468年）戊子科應天鄉試第一百四名舉人，八年（1472年）中式壬辰科會試第二十五名，三甲第六十八名進士。授浙江永嘉縣知縣，改博平縣知縣，升南京太僕寺丞。建言時政十四事。告歸數年，起用為溫州府知府，弘治十二年己未六月因病卒於任內，年五十五。

## 著作
著作有《琅琊漫鈔》《文溫州集》。

## 家族
曾祖文定聰；祖父文惠；父文洪，教諭，贈太僕寺丞。母陳氏（贈安人）；繼母顧氏（贈安人）；呂氏（封太安人）。弟文森，進士。元配祁氏，先卒，贈安人；继娶吴氏，封安人。生三子：文奎、文壁（“壁”字，有写“璧”字者，误。三兄弟名皆從“土”，即文徵明）、文室。